# Carlos Liranza García
Carlos Liranza García es un político cubano, actual presidente de la Comisión de Atención a la Industria y las Construcciones de la Asamblea Nacional del Poder Popular de Cuba. Se graduó como Teniente de corbeta en 1987. En 1990 fue designado 1.er oficial de Minas y Torpedos en el Estado Mayor del municipio de La Habana del Este. En 1992 ascendió al grado de  teniente de navío. Entre 1993 y 2005 fue 1.er Oficial de Minas y Torpedos en la Marina de Guerra Revolucionaria en el Ejército Occidental. Luego, se dedicó a trabajar en el sector empresarial de la industria militar como técnico de gestión de calidad en la provincia de La Habana. En 1998 fue elegido delegado provincial, donde fungió como presidente de un Consejo Popular. Es actual diputado en la Asamblea Nacional del Poder Popular de Cuba.
- Datos: Q5750727